# Oficer i dżentelmen
Oficer i dżentelmen (ang. An Officer and a Gentleman) – amerykański melodramat z 1982 roku w reżyserii Taylora Hackforda.

## Fabuła
Gdy Zack Mayo miał 10 lat, widział samobójczą śmierć swojej matki. Trafił do Filipin, gdzie wychowywał go ojciec. Był on marynarzem, alkoholikiem i bandytą, którym Zack pogardzał i którego obwiniał o spowodowanie śmierci mamy. Gdy chłopak dorasta, postanawia zostać pilotem marynarki. Wstępuje do szkoły lotnictwa morskiego Port Raines. Musi jednak przejść trzymiesięczne szkolenie pod okiem surowego sierżanta.

## Obsada
- Richard Gere – Zack Mayo
- Debra Winger – Paula Pokrifki
- David Keith – Sid Worley
- Robert Loggia – Byron Mayo
- Lisa Blount – Lynette Pomeroy
- Lisa Eilbacher – Casey Seeger
- Louis Gossett Jr. – starszy sierżant Emil Foley
- Tony Plana – Emiliano Della Serra
- Harold Sylvester – Perryman
- David Caruso – Topper Daniels
- Victor French – Joe Pokrifiki
- Grace Zabriskie – Esther Pokrifiki

## Produkcja
Zdjęcia kręcono w stanie Waszyngton (Port Townsend, Bremerton, Tacoma) oraz na Filipinach (Olongapo).

## Nagrody i nominacje
Oscary za rok 1982
- Najlepsza piosenka - Up Where We Belong - muz. Jack Nitzsche, Buffy Sainte-Marie; sł. Will Jennings
- Najlepszy aktor drugoplanowy - Louis Gossett Jr.
- Najlepszy scenariusz oryginalny - Douglas Day Stewart (nominacja)
- Najlepsza muzyka - Jack Nitzsche (nominacja)
- Najlepszy montaż - Peter Zinner (nominacja)
- Najlepsza aktorka - Debra Winger (nominacja)

Złote Globy 1982
- Najlepsza piosenka - Up Where We Belong - muz. Jack Nitzsche, Buffy Sainte-Marie; sł. Will Jennings
- Najlepszy aktor drugoplanowy - Louis Gossett Jr.
- Najlepszy dramat (nominacja)
- Najlepszy aktor dramatyczny - Richard Gere (nominacja)
- Najlepsza aktorka dramatyczna - Debra Winger (nominacja)
- Najlepszy aktor drugoplanowy - David Keith (nominacja)
- Odkrycie roku - aktor - David Keith (nominacja)
- Odrycie roku - aktorka - Lisa Blount (nominacja)

Nagrody BAFTA 1983
- Najlepsza piosenka - Up Where We Belong - muz. Jack Nitzsche, Buffy Sainte-Marie; sł. Will Jennings
- Najlepsza muzyka - Jack Nitzsche (nominacja)